# Nicolaas Verburg
Nicolaas Verburg (Delft, ca. 1620 – aldaar, 11 november 1676) was van 1649 tot 1653 gouverneur van Formosa, en van 1668 tot 1675 directeur-generaal van de Vereenigde Oostindische Compagnie in Batavia . 
Verburg vertrok als aspirant koopman uit Delft en kwam op 20 juli 1637 op het schip 's-Hertogenbosch in Batavia aan. Hij werkte zich op in de hiërarchie van de VOC. Hij was in 1640 werkzaam in Suratte en werd 13 september 1642 bevorderd tot koopman. In november 1642 en ook in 1645 was hij te Agra, een handelscentrum voor indigo, zijde en katoen. In 1646 werd hij opperkoopman. Hij kreeg met Willem Bastinck de opdracht om de relatie met de sjah van Perzië te herstellen en volgde Wollebrant Geleyns de Jongh op als directeur van de handelsmissie in Gamron, centrum van handel in zijde, rozenolie en wol in Perzië. Hij keerde in 1649 vanuit Perzië terug naar Batavia en werd benoemd tot gouverneur van Formosa. Op Formosa kwam hij in conflict met de predikant Daniël Gravius. Omdat hij in dat conflict niet in het gelijk werd gesteld door het bestuur in Batavia bood hij zijn ontslag aan (1652). In 1653 volgde Cornelis Caesar hem als gouverneur op, en op 11 januari 1654 was Verburg terug in Batavia. Aanvankelijk was hij er hoofd van openbare werken. In hetzelfde jaar werd hij extra-ordinaris lid van de Raad van Indië, en drie jaar later volwaardig lid. Van 1667 tot 1675 was hij directeur-generaal van de raad. Bovendien was hij president van de schepenen te Batavia. Verburg vertrok 1675 als admiraal van een retourvloot op het schip Ternate naar Nederland. Hij was door privéhandel een welgesteld man geworden en nam goederen ter waarde van 3,4 miljoen gulden mee. De Ternate arriveerde 16 juli 1676 op Texel. Verburg stierf echter binnen een halfjaar na aankomst en werd in de Oude Kerk in  Delft begraven.
Nicolaas Verburg was getrouwd met Maria van Santen, dochter van Pieter van Santen, burgemeester van Delft. Zij stierf op 17 november 1676, een week na de dood van haar echtgenoot.
Zij hadden een dochter, Adriana (1662-1732), die in februari 1677 op 14-jarige leeftijd trouwde met Gerard Putmans (1641-1698), de 35-jarige zoon van Hans Putmans, eveneens voormalige gouverneur van Formosa.